# Ilyoplax serrata
Ilyoplax serrata is een krabbensoort uit de familie van de Dotillidae. De wetenschappelijke naam van de soort is voor het eerst geldig gepubliceerd in 1931 door Shen.